# ريفرسايد (أوهايو)
ريفرسايد (بالإنجليزية: Riverside, Ohio)‏ هي مدينة تقع في الولايات المتحدة في مقاطعة منتغامري، أوهايو. يقدر عدد سكانها بـ 25,201 نسمة ومساحتها 25.28 كم2 وترتفع عن سطح البحر 238 متر.

## التركيبة السكانية
قام مكتب تعداد الولايات المتحدة بتحديد بيانات التركيبة السكانية لريفرسايد في تعداد الولايات المتحدة. في ما يلي، التركيبة السكانية حسب تعدادي 2000 و2010.

### تعداد عام 2000
بلغ عدد سكان ريفرسايد 23,545 نسمة بحسب تعداد عام 2000، وبلغ عدد الأسر 9,768 أسرة وعدد العائلات 6,427 عائلة مقيمة في المدينة.
وتوزع التركيب العرقي للمدينة بنسبة 91.45% من البيض و 0.21% من الأمريكيين الأصليين و 1.76% من الأمريكيين ذوي الأصول الآسيوية و 0.05% من سكان جزر المحيط الهادئ و 4.26% من الأمريكيين الأفارقة و 1.66% من عرقين مختلطين أو أكثر.
بلغ عدد الأسر 9,768 أسرة كانت نسبة 28.3% منها لديها أطفال تحت سن الثامنة عشر تعيش معهم، وبلغت نسبة الأزواج القاطنين مع بعضهم البعض 49.3% من أصل المجموع الكلي للأسر، ونسبة 12.2% من الأسر كان لديها معيلات من الإناث دون وجود شريك، وكانت نسبة 34.2% من غير العائلات. تألفت نسبة 27.9% من أصل جميع الأسر من أفراد ونسبة 10.1% كانوا يعيش معهم شخص وحيد يبلغ من العمر 65 عاماً فما فوق. وبلغ متوسط حجم الأسرة المعيشية 2.95، أما متوسط حجم العائلات فبلغ 2.41.
بلغ العمر الوسطي للسكان 37 عاماً. وكانت نسبة 23.5% من القاطنين تحت سن الثامنة عشر، وكانت نسبة 10.3% بين الثامنة عشر والأربعة وعشرون عاماً، ونسبة 28.4% كانت واقعةً في الفئة العمرية ما بين الخامسة والعشرون حتى والأربعة وأربعون عاماً، ونسبة 23.0% كانت ما بين الخامسة والأربعون حتى الرابعة والستون، ونسبة 14.9% كانت ضمن فئة الخامسة والستون عاماً فما فوق. يوجد لكل 100 أنثى 94.5 ذكر، ويوجد لكل 100 أنثى في الثامنة عشر من عمرها فما فوق 91.6 ذكر.
بلغ متوسط دخل الأسرة في المدينة 37,034 دولار، أما متوسط دخل العائلة فبلغ 43,650 دولار. وكان متوسط دخل الذكور 33,987 دولار مقابل 23,525 دولار للإناث. وسجل دخل الفرد الخاص بالمدينة 18,702 دولار. وكانت نسبة 6.7% من العائلات ونسبة 10.1% من السكان تحت خط الفقر، وكان من هؤلاء نسبة 12.4% تحت سن الثامنة عشر ونسبة 10.6% في الخامسة والستين من العمر وما فوق.

### تعداد عام 2010
بلغ عدد سكان ريفرسايد 25,201 نسمة بحسب تعداد عام 2010، وبلغ عدد الأسر 10,284 أسرة وعدد العائلات 6,696 عائلة مقيمة في المدينة. في حين سجلت الكثافة السكانية 2,592.7 نسمة لكل ميل مربع (1,001.0/كم2). وبلغ عدد الوحدات السكنية 11,304 وحدة بمتوسط كثافة قدره 1,163.0 لكل ميل مربع (449.0/كم2).
وتوزع التركيب العرقي للمدينة بنسبة 87.2% من البيض و 0.3% من الأمريكيين الأصليين و 1.9% من الأمريكيين ذوي الأصول الآسيوية و 6.6% من الأمريكيين الأفارقة و 2.8% من عرقين مختلطين أو أكثر.
بلغ عدد الأسر 10,284 أسرة كانت نسبة 33.5% منها لديها أطفال تحت سن الثامنة عشر تعيش معهم، وبلغت نسبة الأزواج القاطنين مع بعضهم البعض 44.2% من أصل المجموع الكلي للأسر، ونسبة 15.0% من الأسر كان لديها معيلات من الإناث دون وجود شريك، بينما كانت نسبة 5.9% من الأسر لديها معيلون من الذكور دون وجود شريكة وكانت نسبة 34.9% من غير العائلات. تألفت نسبة 28.9% من أصل جميع الأسر من أفراد ونسبة 10.6% كانوا يعيش معهم شخص وحيد يبلغ من العمر 65 عاماً فما فوق. وبلغ متوسط حجم الأسرة المعيشية 3.01، أما متوسط حجم العائلات فبلغ 2.45.
بلغ العمر الوسطي للسكان 34.8 عاماً. وكانت نسبة 24.7% من القاطنين تحت سن الثامنة عشر، وكانت نسبة 10.9% بين الثامنة عشر والأربعة وعشرون عاماً، ونسبة 26.8% كانت واقعةً في الفئة العمرية ما بين الخامسة والعشرون حتى والأربعة وأربعون عاماً، ونسبة 23.8% كانت ما بين الخامسة والأربعون حتى الرابعة والستون، ونسبة 13.8% كانت ضمن فئة الخامسة والستون عاماً فما فوق. وتوزع التركيب الجنسي للسكان بنسبة 48.5% ذكور و51.5% إناث.